# أتاري 2600
أتاري 2600 (بالإنجليزية: Atari 2600) هو نظام ألعاب فيديو صدر في سبتمبر 1977 من قبل شركة أتاري. ينسب له الفضل في شعبية استخدام المكونات المادية المستندة على المعالجات الدقيقة واستخدام خرطوشة روم المحتوية على الكود المصدري للألعاب. من مبرمجيه كارلا مينينسكي وكارول شو. في الدول الناطقة باللغة العربية تم بيع الجهاز في البحرين (Al Zayani Commercial Service)، الأردن (Munir Sukhtian Co.Ltd)، لبنان (Applied Computer and Electronics System S.A.L)، عُمان (General Electric and Trading Co.)، الإمارات العربية المتحدة (The Golden Shot).

## ألعاب صدرت عليه
- غالاكسيان
- البيت المسكون (لعبة فيديو)
- ماريو برذرز
- مس باك مان
- سبيس إنفيدرز
- فيديو بين بول
- برغر تايم
- باك روجرز
- دونكي كونج
- طيار مقاتل
- فروغر
- بويان
- باباي
- رايفر رايد

## معرض الصور

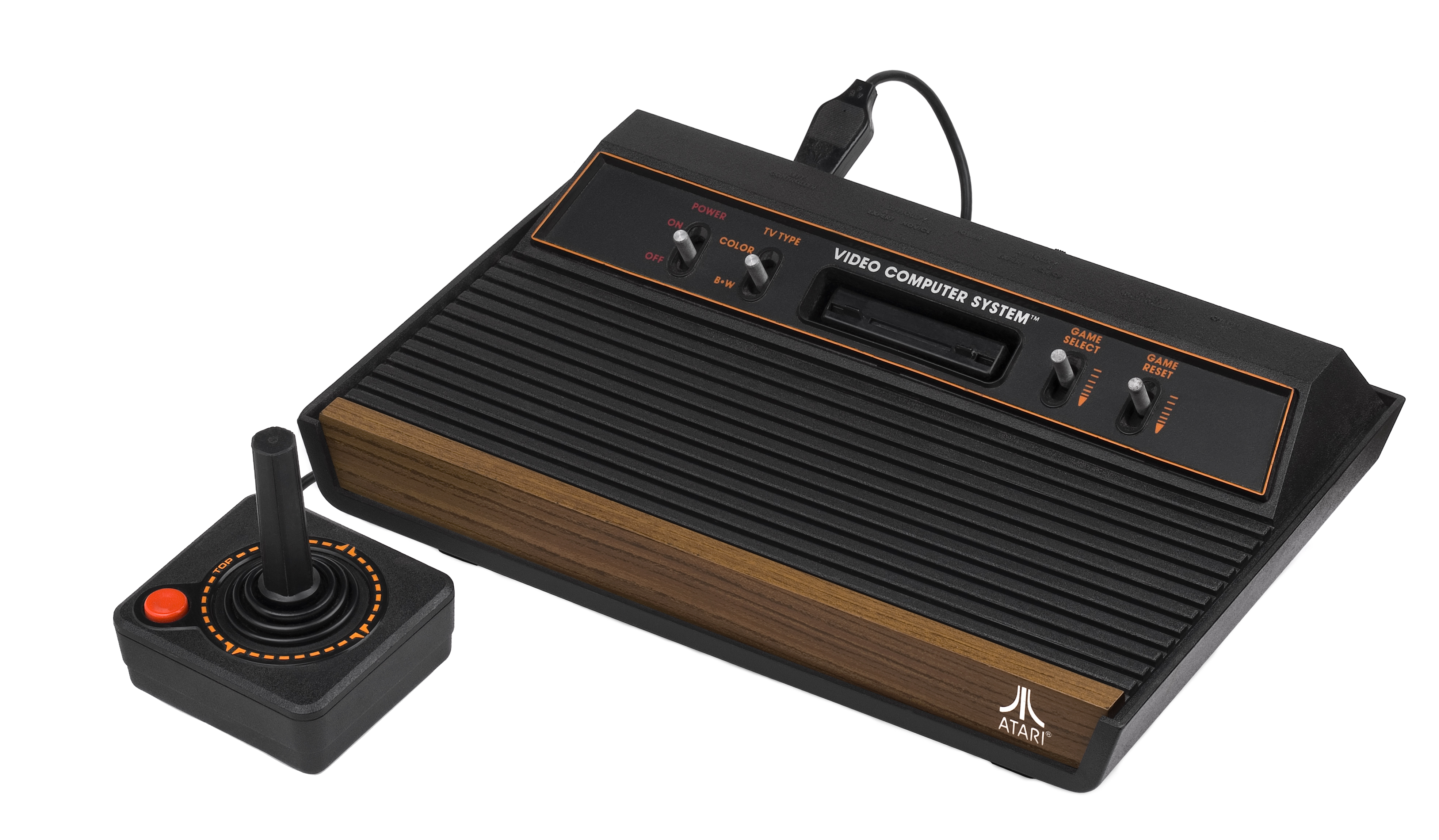
جهاز الأتاري مصنوع من البلاستيك والخشب وهي من نوع موديل 4 أس أو.
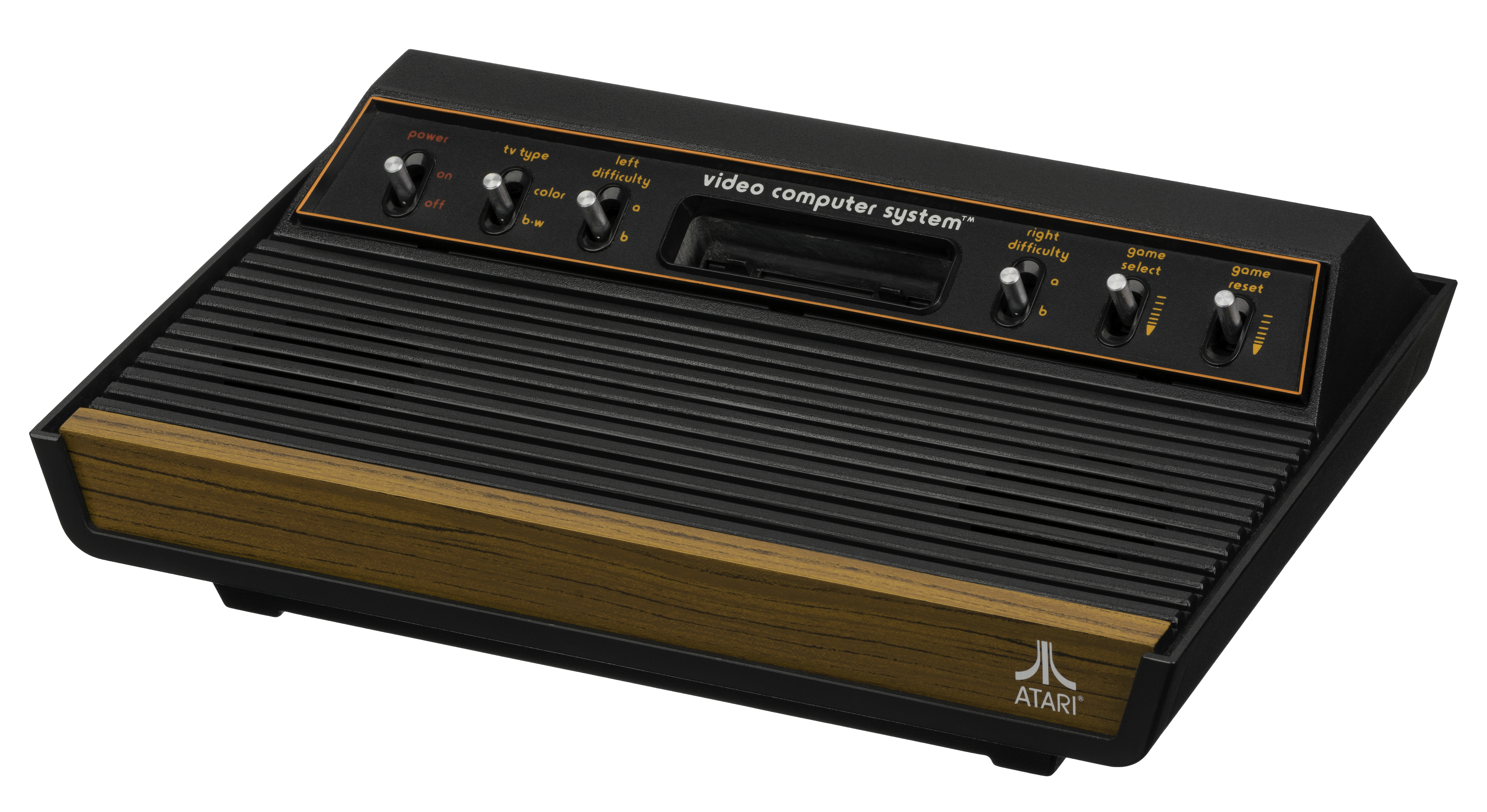
جهاز أتاري 2600 موديل 6.
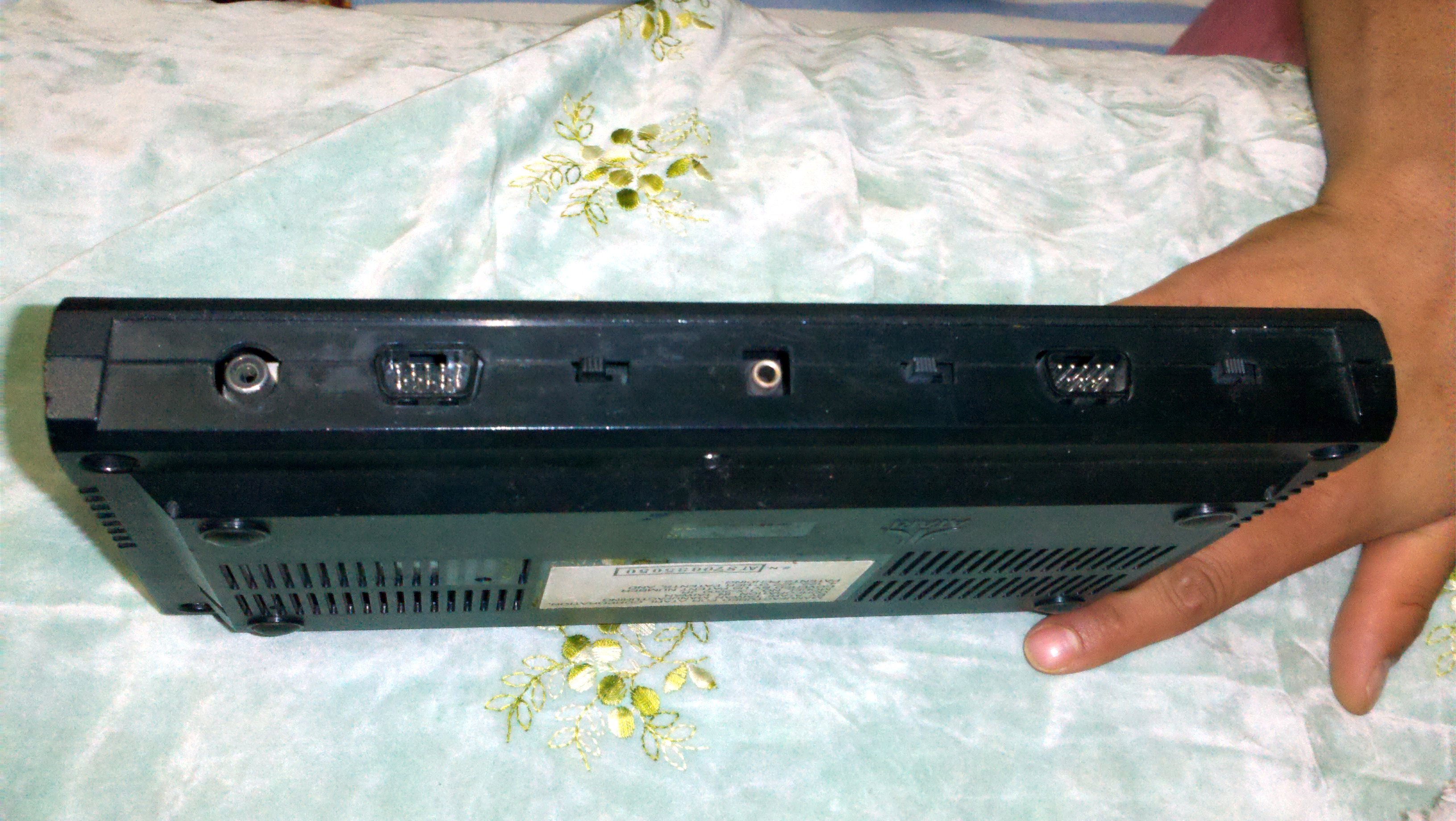
جهاز أتاري في إصدارها الأول وظهور ادخال خرطوشة يد التحكم.
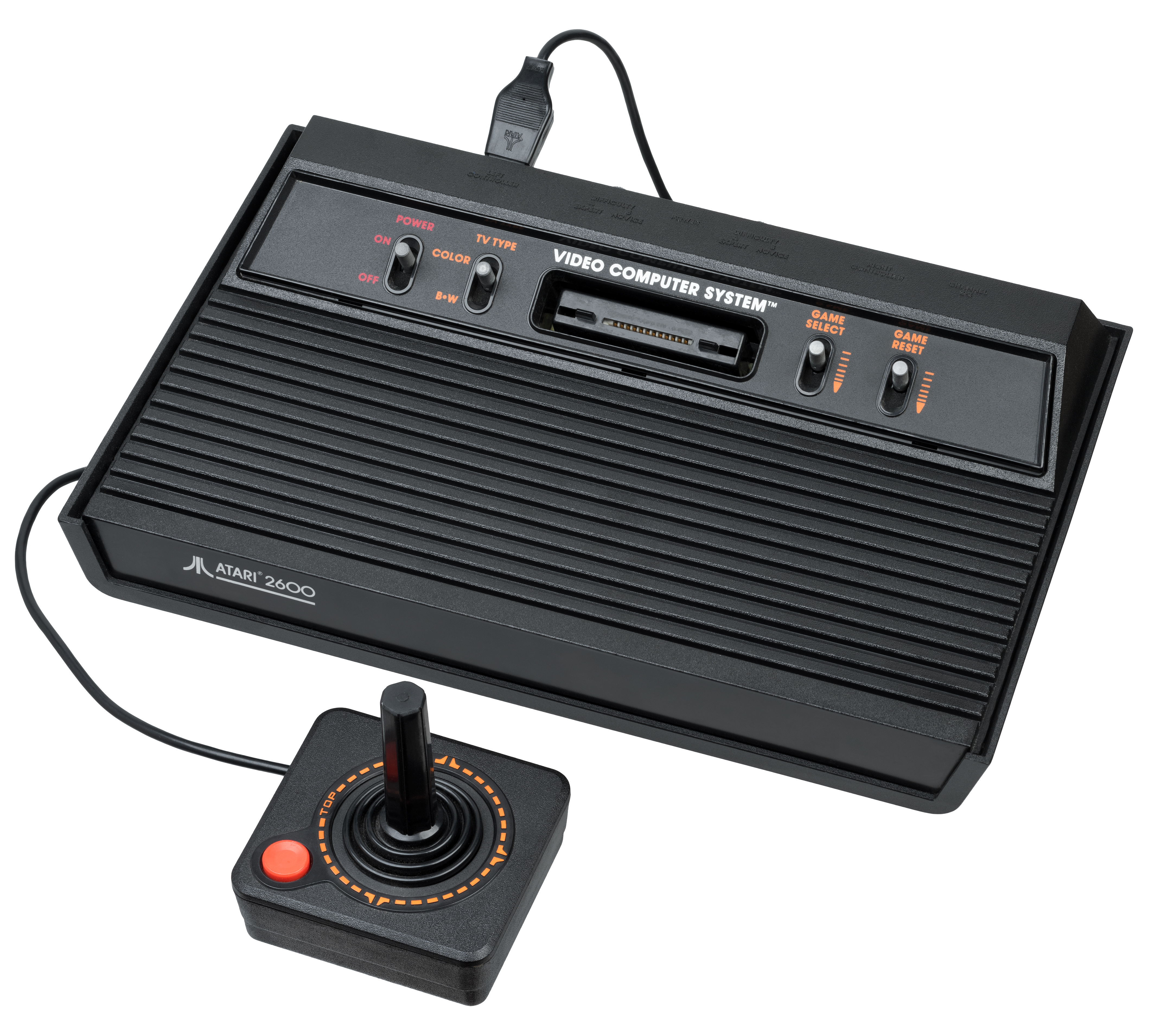
ادخال يد التحكم من خلف الجهاز.
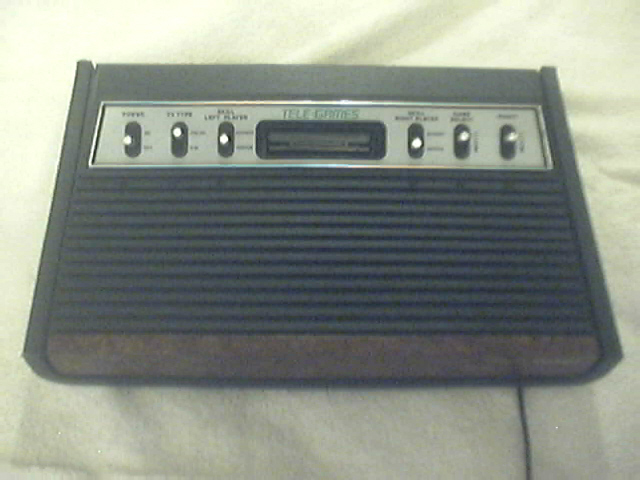
صورة سابقة لجهاز أتاري 2600.
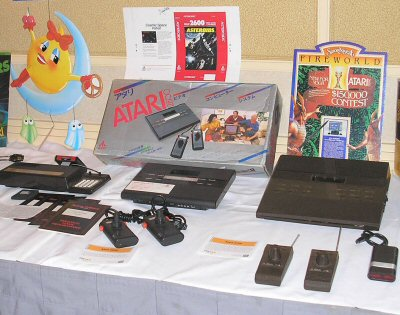
معرض أتاري 2600.
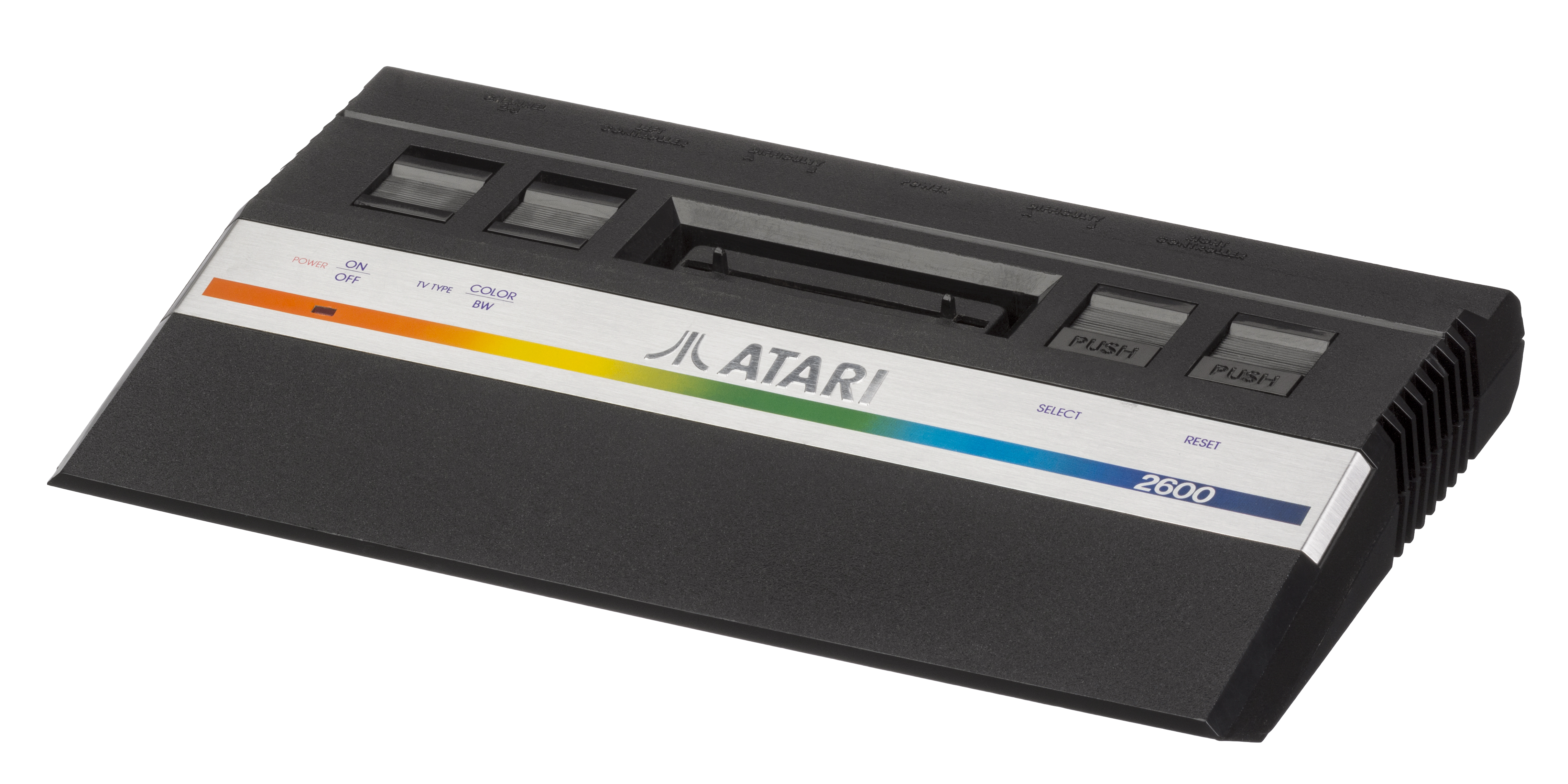
أتاري 2600 جونيور كونسول.
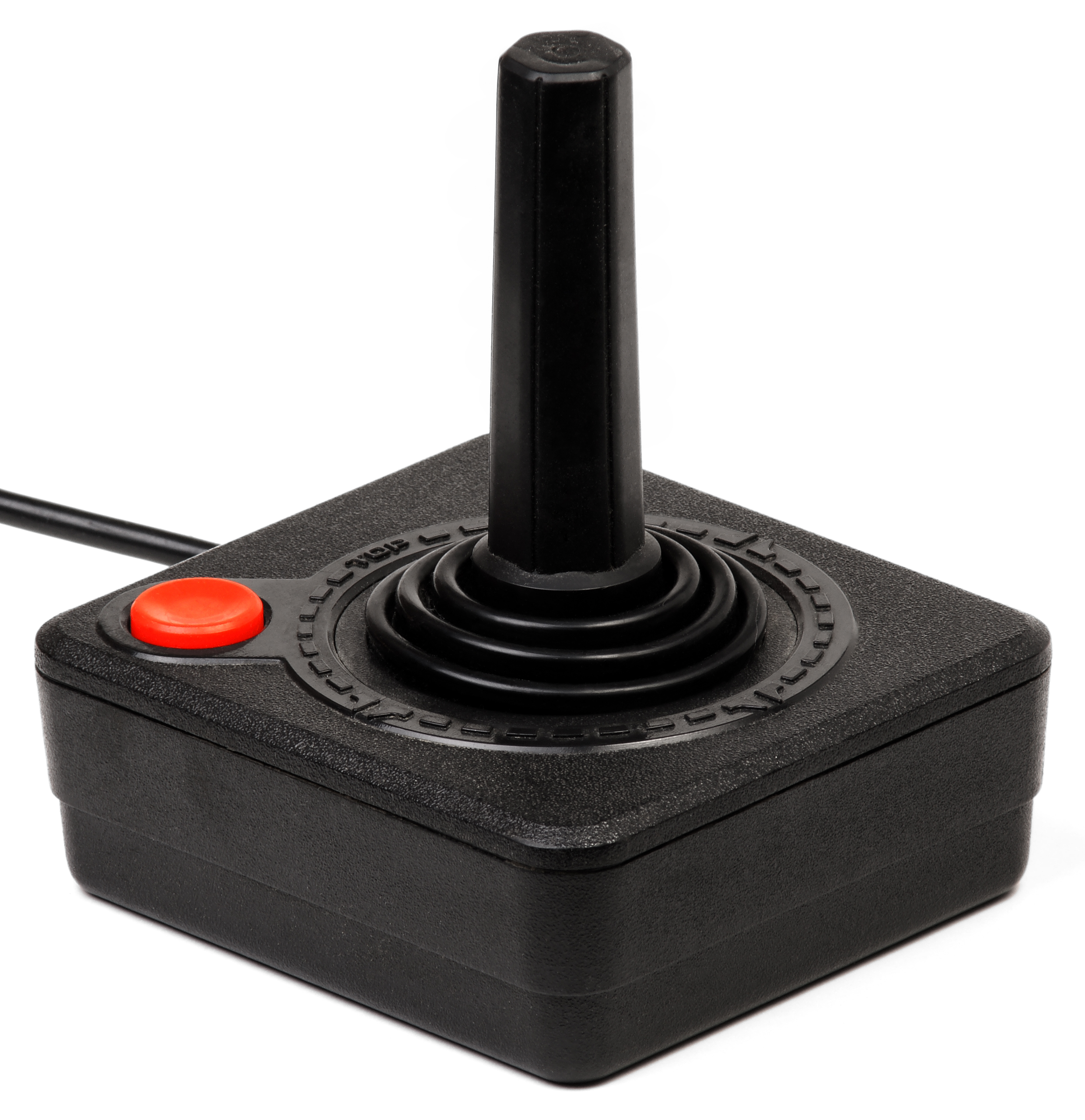
يد تحكم الكونسول.
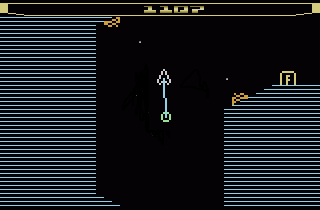
نموذج من اللعبة التي صنعها مطورو أتاري 2600.

## وصلات خارجية
- أتاري 2600 على مشروع الدليل المفتوح